# شهرستان رتیشچفسکی
شهرستان رتیشچفسکی (به لاتین: Rtishchevsky District) یک شهرستان در روسیه است که در استان ساراتوف واقع شده‌است.